# Roebizjne
Roebizjne (Oekraïens: Рубіжне, Russisch: Рубежное, Roebezjnoje) is een stad in het oblast Loehansk (Oekraïne) met 56.066 inwoners. De stad werd in 1896 gesticht en verkreeg in 1934 stadsrechten.

## Geografie
Roebizjne ligt aan de rivier de Severski Donets. De stad is per spoor bereikbaar via Station Roebizjne. Roebizjne ligt in het westen van oblast Loehansk en ligt in het rajon Sjevjerodonetsk. De dichtstbijzijnde nederzetting is Pryvillja op zo'n 5 kilometer. Roebizjne ligt verder nabij grote steden als Sjevjerodonetsk (12 km) en Lysytsjansk (15 km). Loehansk ligt op 85 kilometer.

## Galerij

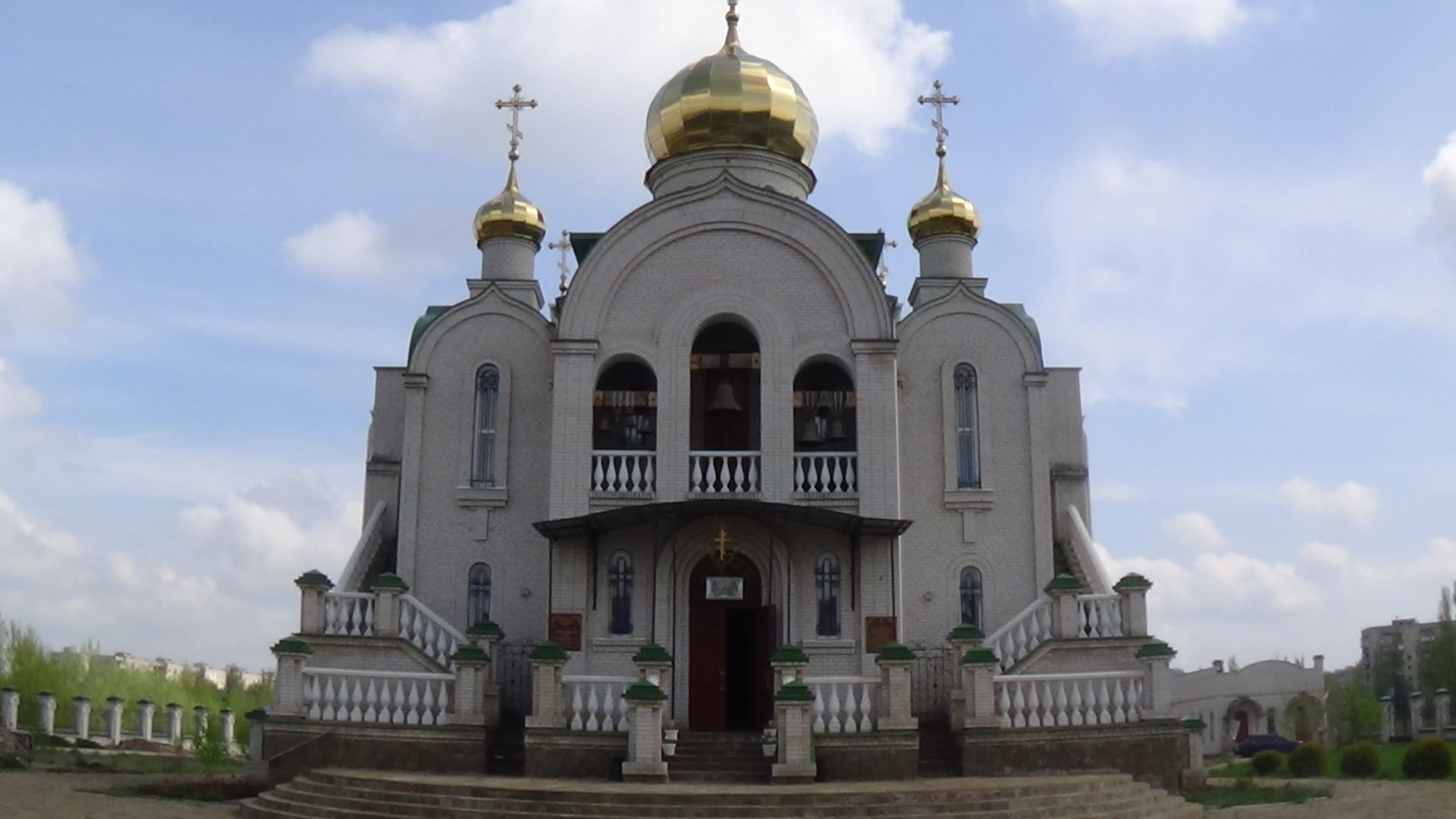
Oekraïens-orthodoxe kerk
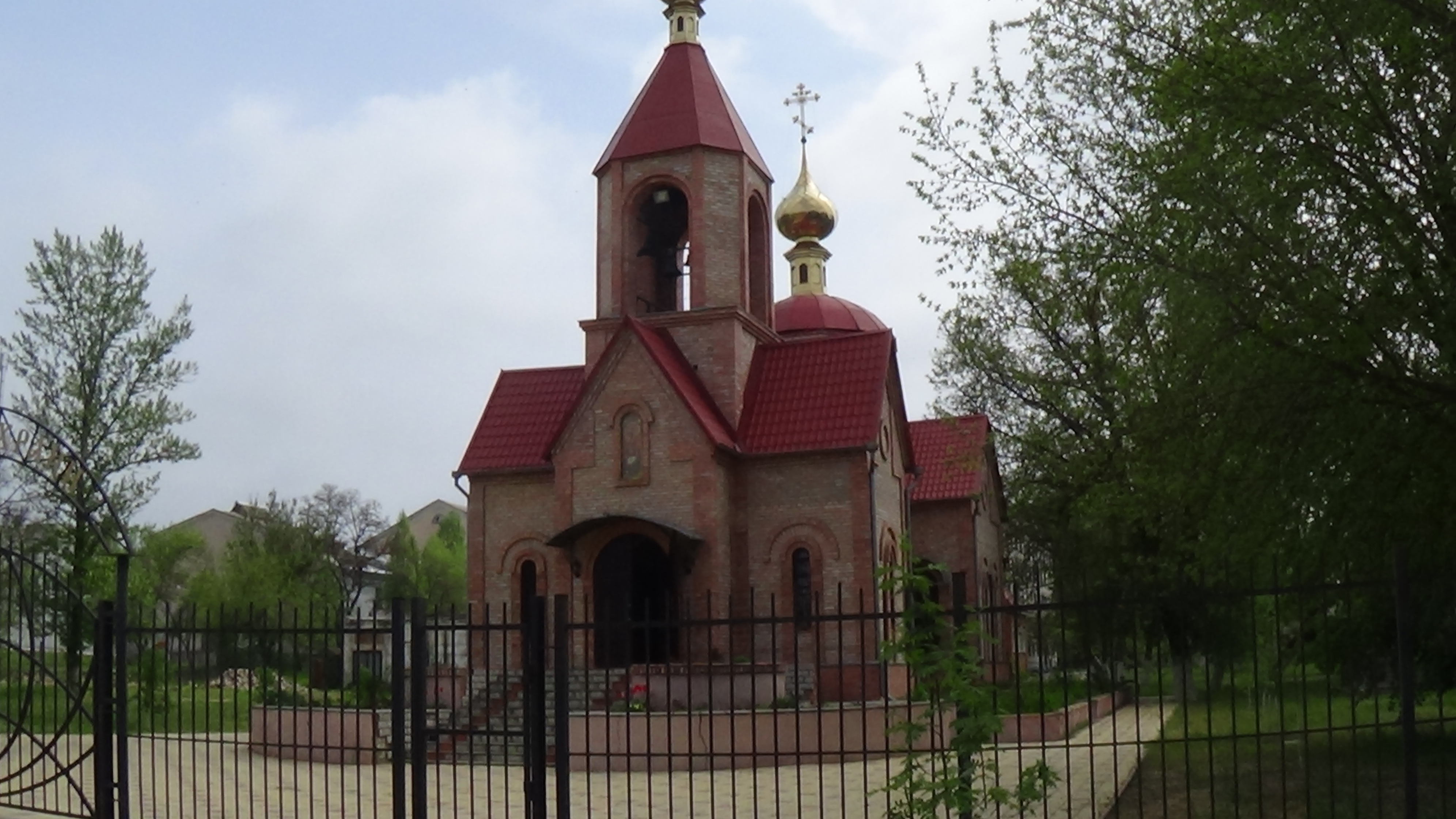
Kerk in het zuiden van de stad
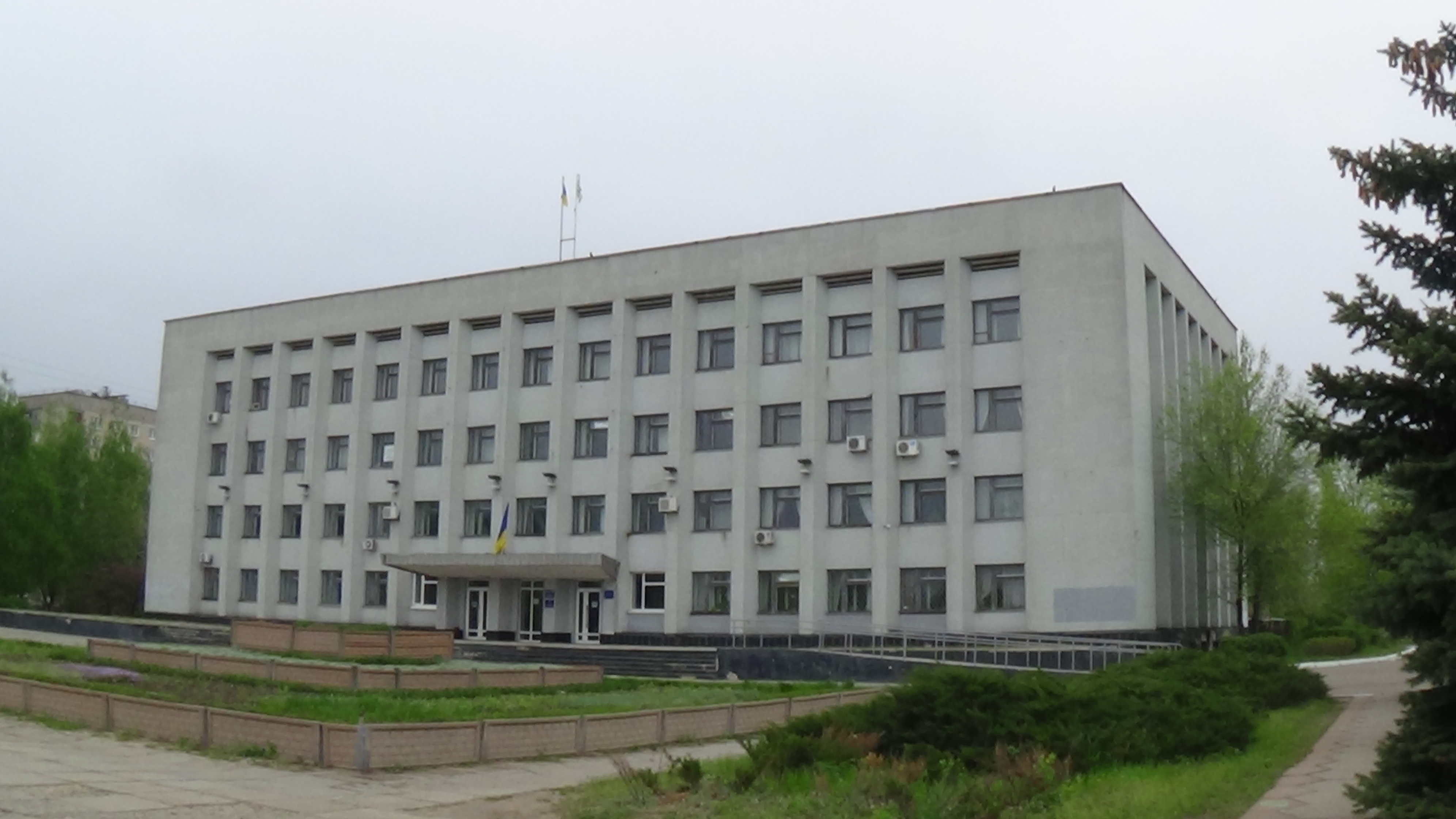
Raadhuis

## Geboren
- Vladimir Smirnov (1954-1982), schermer
- Serhij Pohodin (1968), voetballer
- Fjodor Jemeljanenko (1976), Russisch MMA-vechter